# El-Džem
El-Džem (anglicky El Djem; arabsky: ّقصر الجمّ‎; latinsky Thysdrus) je malé město ve východním Tunisku. Populace dosahuje 21 tis. obyvatel (2014). Město je založeno na troskách římského města Thysdrus, poblíž dávného města punského. Je známé největším římským amfiteátrem na africkém kontinentu.

## Historie
Město bylo postaveno, ostatně jako téměř všechny římské osady v Tunisku, v místech bývalé punské osady. V příhodném podnebí, které bylo tehdy méně suché než dnes, se římský Thysdrus stal významným centrem produkce a exportu olivového oleje. Thysdrus byl i sídlem křesťanského biskupa.
V době svého největšího rozkvětu, na počátku 3. století našeho letopočtu, kdy byl postaven amfiteátr, Thysdrus soupeřil s městem Hadrumetum (dnešní Súsa), druhým nejvýznamnějším městem v římské severní Africe. V roce 238 došlo k neúspěšné vzpouře, po níž římská vojska město zničila.

## Amfiteátr El-Džem
Amfiteátr/koloseum v El Džem tvoří samotný střed města. Bylo vystaveno Římany, jedná se o třetí největší koloseum, které kdy bylo postaveno, a dnes je to nejzachovalejší římské koloseum vůbec. Některé scény z Oscary oceněného filmu Gladiátor byly natáčeny právě zde. Vstup do amfiteátru činí 12 tuniských dinárů.

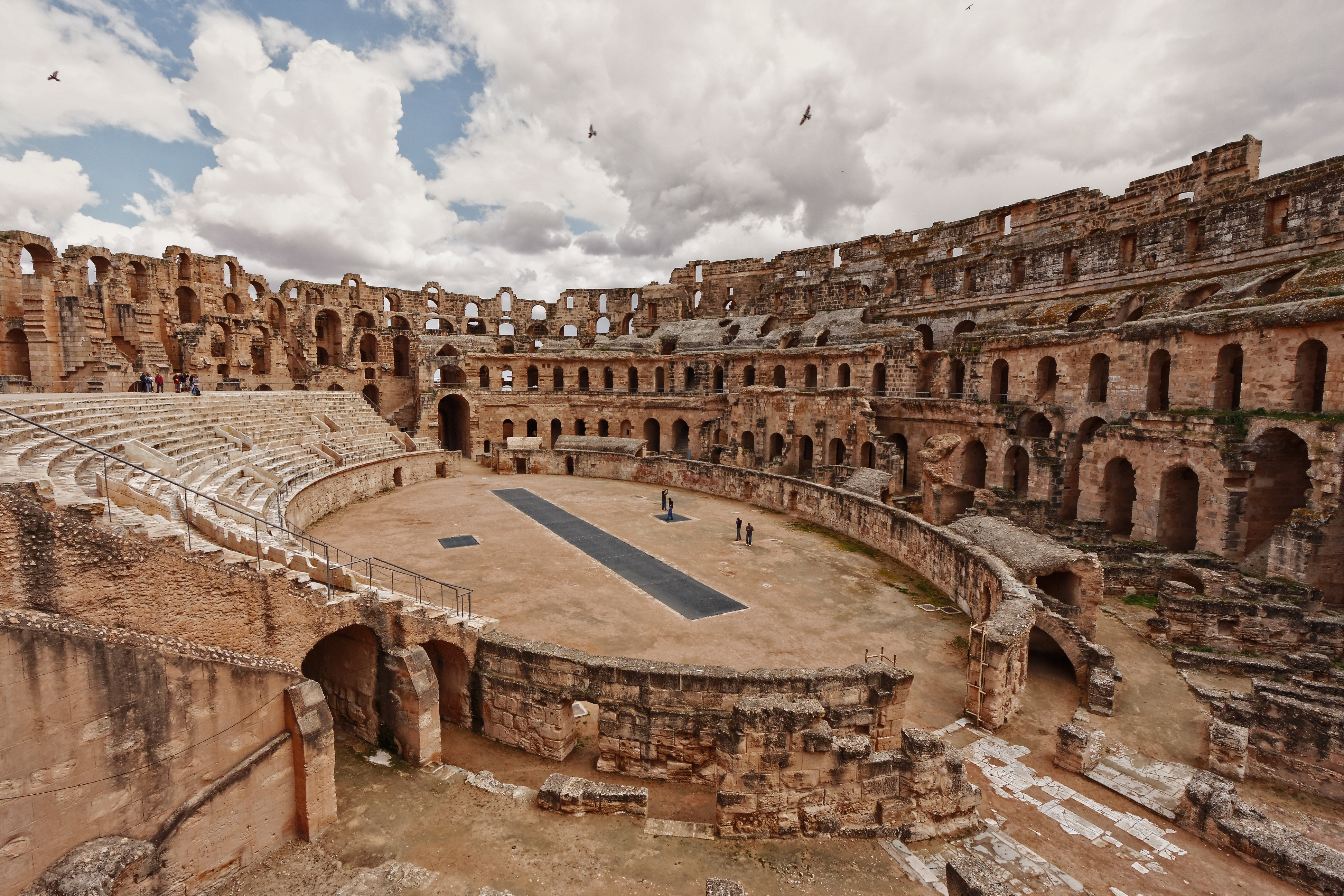
vnitřní aréna
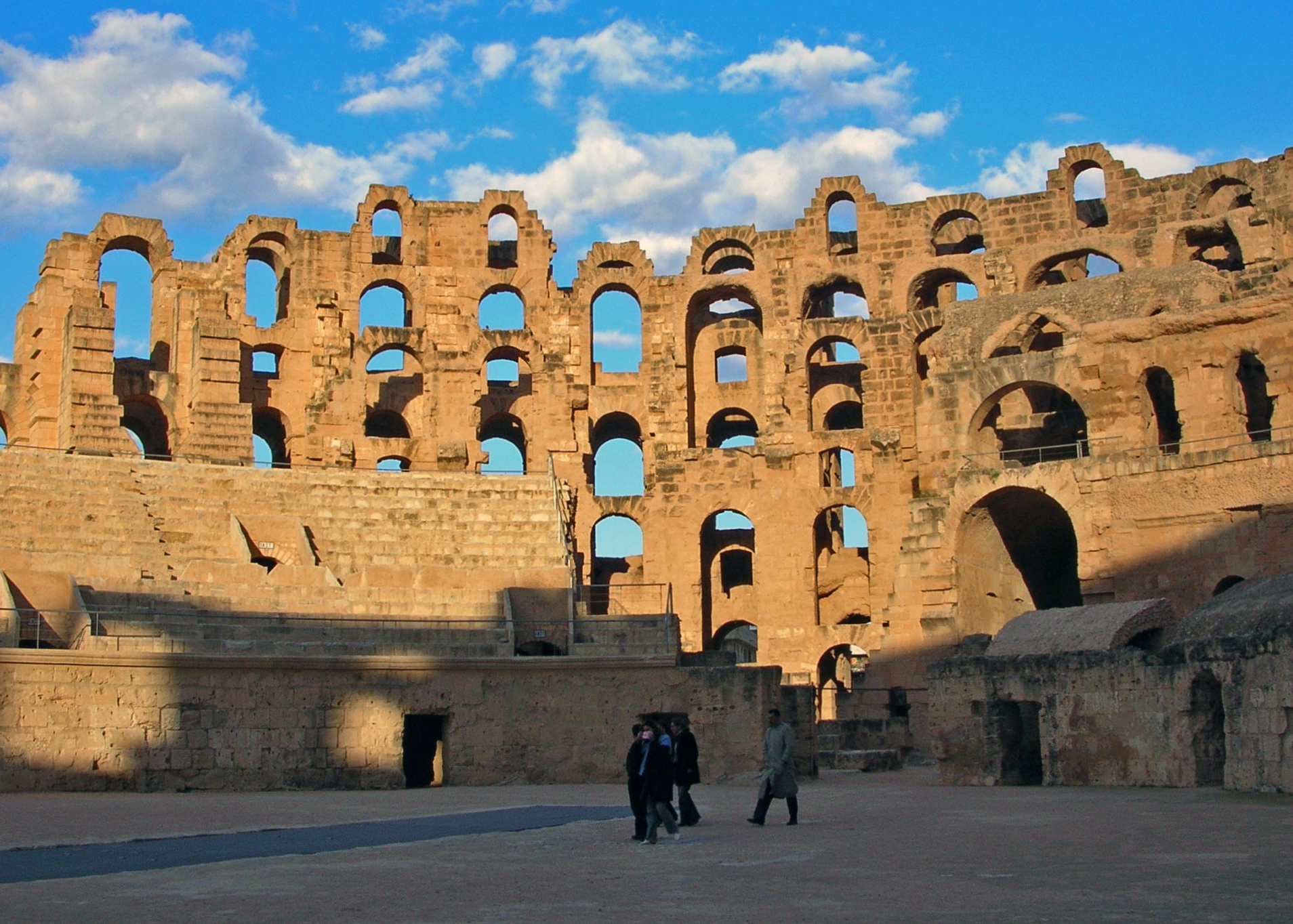
hlediště
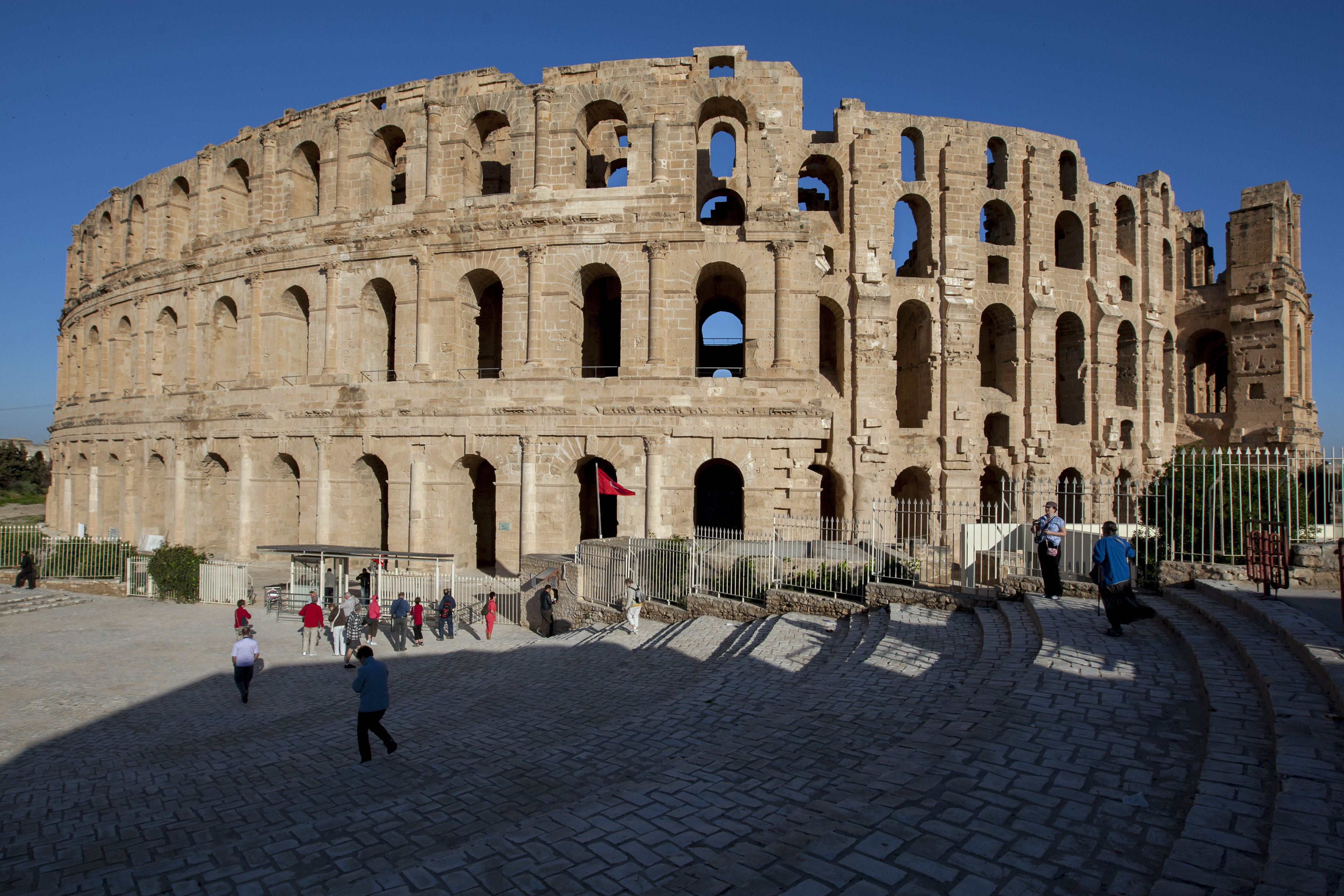
vnější stěna
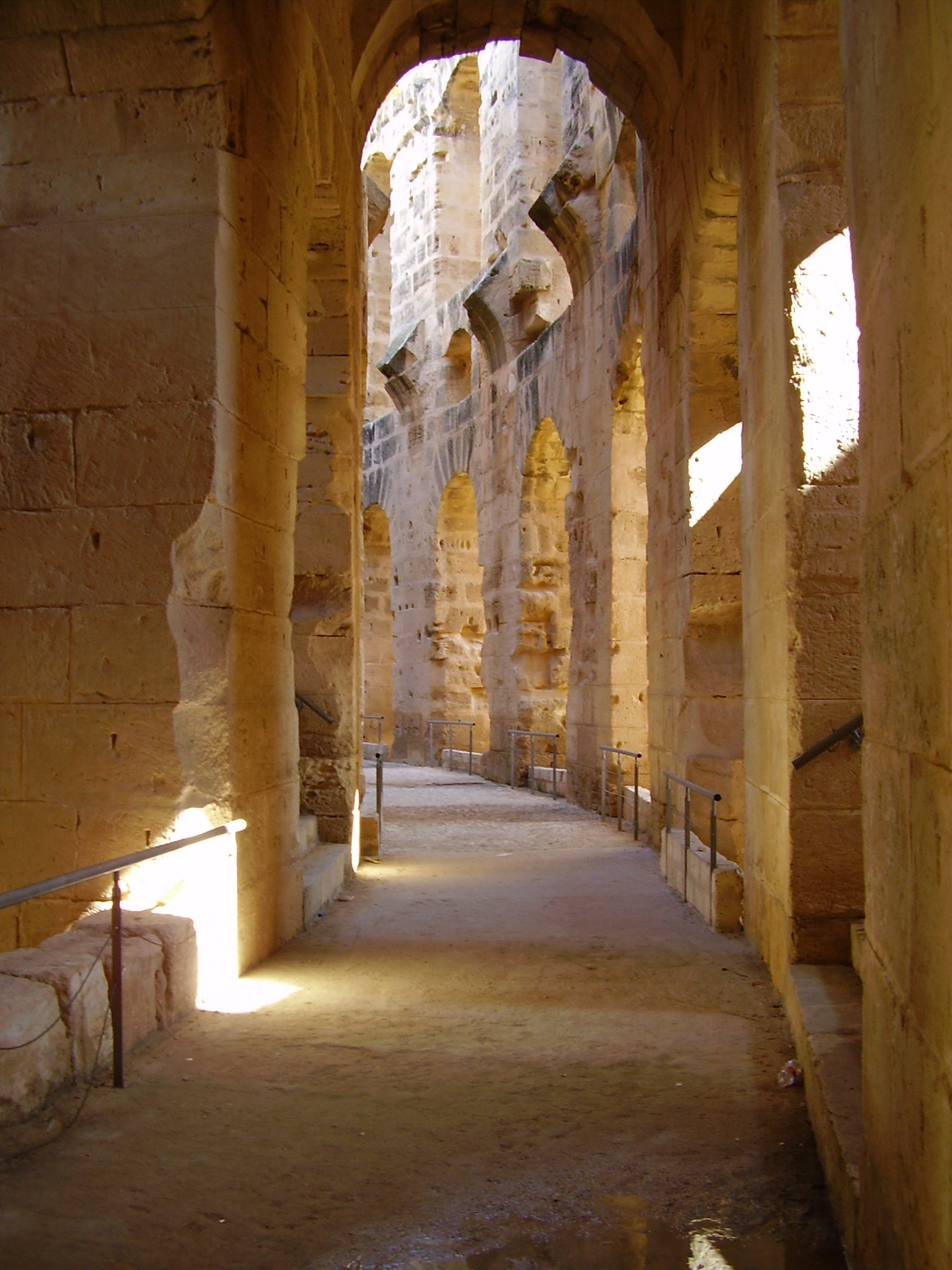
chodba